# Novembre 1923

## Événements
- Troisième Congrès panafricain à Londres et Lisbonne[1].

- 4 novembre : le pilote d'avion américain A.J. Williams bat le record de vitesse pure : 429,925 km/h, sur un « Curtiss R2C-1 ».

- 8 - 9 novembre, Allemagne : échec du putsch de la brasserie de Munich (Adolf Hitler et Erich Ludendorff). Escorté par les SA, Hitler fait irruption dans la brasserie Bügerbraükeller où se tient une réunion de soutien à Gustav von Kahr et annonce que le gouvernement bavarois est renversé. Gustav von Kahr feint de se rallier et un gouvernement nazi est formé. Le lendemain, la Reichswehr encercle Munich et tire sur les SA qui défilent dans la rue.

- 11 novembre, Allemagne : Hitler et Ludendorff sont capturés et mis en prison.

- 15 novembre, Allemagne :  pour interrompre la spirale inflationniste, le gouvernement (Luther, ministre des finances et Schacht, président de Reichsbank) crée une nouvelle monnaie, le mark-rente, dont le cours, gagé sur la totalité de l’économie allemande, est fixé à 1 000 milliards de mark-papier.

- 22 novembre : essais de Raul Pescara sur ses hélicoptères. 1er essai : il tient l'air 24 secondes. 2e essai : 2 minutes et 39 secondes. 3e essai : 39 secondes.

- 23 novembre, Allemagne :
  - Les partis communiste et nazi sont interdits.
  - Le gouvernement Gustav Stresemann est renversé à la suite du retrait des ministres sociaux-démocrates.

- 29 novembre : essais de Raul Pescara sur ses hélicoptères. Six essais, dont un vol de 4 minutes et 13 secondes.

- 30 novembre, Allemagne : Plan Dawes.

## Naissances
- 1er novembre : Gordon R. Dickson, écrivain de science-fiction († 31 janvier 2001).
- 3 novembre : Tomás Ó Fiaich, cardinal irlandais, archevêque d'Armagh († 8 mai 1990).
- 5 novembre : Biserka Cvejić, Artiste lyrique serbe d'origine croate († 7 janvier 2021).
- 12 novembre : Piem (Pierre de Montvallon, dit), dessinateur français († 12 novembre 2020).
- 13 novembre : Roger Somville, peintre belge († 31 mars 2014).
- 18 novembre : Alan Shepard, premier astronaute américain dans l'espace († 21 juillet 1998).
- 22 novembre : 
  - Piéral, comédien († 22 août 2003).
  - Arthur Hiller, réalisateur et acteur († 17 août 2016).
- 25 novembre : Solveig Nordström, archéologue suédoise († 21 janvier 2021).

## Décès
- 14 novembre : Edward Maxwell, architecte.